# Gabriel Mercedes
Gabriel Mercedes (né le 12 novembre 1979 à Monte Plata) est un taekwondoïste dominicain. Il a obtenu la médaille d'argent lors des Jeux olympiques d'été de 2008 dans la catégorie des moins de 58 kg s'inclinant en finale devant Guillermo Pérez Sandoval.
Mercedes a également été médaillé de bronze aux Championnats du monde en 1999 et 2011.